# Jezgroviće
Jezgroviće (Servisch cyrillisch Језгровиће) is een plaats in de Servische gemeente Tutin. De plaats telt 237 inwoners (2002).